# Манга кодомомуке
Манга кодомомуке (јап. 子供向け漫画 []) или само кодомомуке/кодомо („дете”), јесте манга (или аниме) за децу узраста до десет година. Приче ове врсте често имају неки морал или лекцију. Од познатијих наслова убрајамо Doraemon, Hello Kitty и Beyblade.
Манге кодомо, које су на почетку биле кратки стрипови од по петнаест страна, појавиле су се први пут у 19. веку, у периоду Меиџи. Настале су како би помогле у образовању и описмењавању деце. 